# Vranov u Brna
Vranov (deutsch Wranau) ist eine tschechische Gemeinde im Okres Brno-venkov und liegt zehn Kilometer nördlich von Brünn und sieben Kilometer südlich von Blansko (deutsch Blanz).

## Geschichte

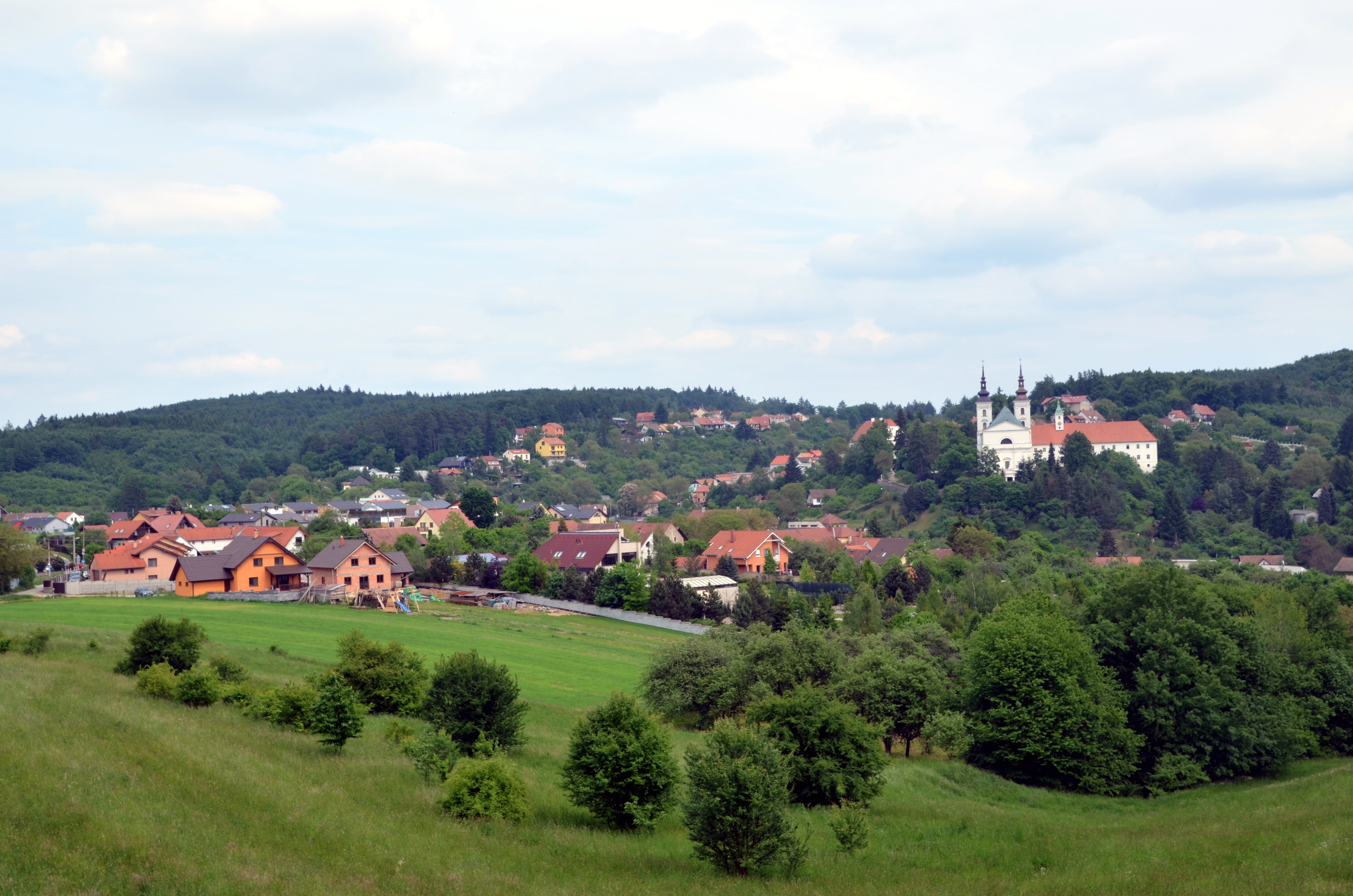
Blick auf Vranov (2015)

Vranov wurde 1365 erstmals erwähnt.

### Paulanerkloster
Der Ort wird überragt von dem 1633 gestifteten Paulanerkloster Vranov mit der frühbarocken Wallfahrtskirche Geburt Mariä. Unter der Klosterkirche befindet sich die Familiengruft des Hauses Liechtenstein, in der bis Mitte des 20. Jahrhunderts die Fürsten von Liechtenstein beigesetzt wurden.